# منوچهر محجوبی
منوچهر محجوبی (زادهٔ ۳۰ دی ۱۳۱۵ در کرمانشاه – درگذشته ۱۱ شهریور ۱۳۶۸) نویسنده، شاعر، طنزنویس، محقق و منتقد ایرانی است.

## زندگی
پدر او، محمد علی محجوبی، درویشی معتقد، معلم و تعمیرکار ساعت متولد دولت‌آباد اصفهان بود. محمد علی محجوبی از فعالان مشروطه بود، ولی به دنبال شکست مشروطه‌خواهان به شهر کنگاور (در استان کرمانشاهان) مهاجرت کرد و در این شهر با سلطنت محجوبی ازدواج کرد که ثمره‌اش چهار فرزند بود. منوچهر سومین فرزند خانواده بود و در هشت سالگی، بعد از فوت پدر، به اصفهان کوچ کرد و تا ختم دبیرستان در این شهر ماند. سپس به تهران رفت و تحصیلات عالی خود را در سال ۱۳۳۵ در دانشکده ادبیات دانشگاه تهران آغاز کرد.
منوچهر از ابتدای جوانی به ادبیات –به خصوص طنز– علاقه‌مند بود و اولین شعرهایش در سن ۱۶ سالگی با نام  مستعار در هفته‌نامه طنز «چلنگر» و بعدها در نشریات دیگر چاپ شد. سال ۱۳۳۶ –همزمان با تحصیل در دانشگاه تهران– به هیئت تحریریهٔ نشریهٔ توفیق پیوست و در سال ۱۳۴۳ انخستین سردبیر توفیق ماهانه شد. بعدها به همراه غلامعلی لطیفی –کاریکاتوریست– و عدهٔ دیگری از توفیق جدا شد و نشریه «کشکیات» ضمیمهٔ تهران مصور را پایه گذاشت. در همین دوران کتاب‌های «حاجی فیروز»، «آتش‌افروز»، «فکاهی سال» و لطیفه‌ها را منتشر کرد.
بعد از فوت او در سال ۱۳۶۸ انتشار فصل کتاب به همت ماشاءالله آجودانی ادامه یافت. تحقیق مفصل و جامع در مورد ملانصرالدین و عبید زاکانی از کارهای مهم تحقیقی اوست.
منوچهر عضو فعال و یک دوره دبیر سندیکای نویسندگان و خبرنگاران مطبوعات در قبل از انقلاب بود. از دیگر فعالیت‌های او می‌توان به کار در انتشارات سازمان جلب سیاحان و مسئولیت چاپخانه دانشگاه آزاد ایران اشاره کرد. محجوبی پس از انقلاب ۱۳۵۷ هفته‌نامه آهنگر را انتشار داد. وی پس از خرداد ۱۳۶۰ به عنوان پناهنده سیاسی به انگلستان رفت. به دنبال یک دورهٔ کوتاه بیماری ناشی از سرطان مغز منوچهر محجوبی در ۱۱ شهریور ۱۳۶۸ (۲ سپتامبر ۱۹۸۹) درگذشت و اینک در هایگیت گورستان معروف لندن ارمیده‌است.
علاوه بر طنز، محجوبی در رشته‌های دیگری نیز فعالیت داشت که برخی از مهمترین آن‌ها عبارتند از:
- نویسندگی بخشی از سریال «قمر خانم» در تلویزیون ملی ایران به مدت ۱۸ ماه در سال ۱۳۴۳.
- ترجمهٔ «قدر یک لبخند» طنز امروز شوروی، چاپ اول ۱۳۴۸ و چاپ سوم بعد از فوتش در سال ۱۳۷۴.
- ترجمه کتاب «خانه نینو» نوشته جووانینو گوارسکی.
- ترجمه کتاب «تا کمرگاه یک درخت»
- ترجمه کتاب «شوایک سرباز خوب».
- ستون «غلط‌های زیادی» روزنامه کیهان سال ۱۳۵۲.
- در دههٔ پنجاه خورشیدی سریالی تحت نام «زندگی خانوادگی» براساس رمانی از جووانینو گوارسکی نوشت این رمان بعدها با نام «شوهر مدرسه‌ای» توسط جمشید ارجمند ترجمه و منتشر شد.

مهمترین فعالیت‌های محجوبی بعد از انقلاب ۱۳۵۷ عبارتند از:
- انتشار روزنامه «آهنگر» ۱۶ شماره در ایران (فروردین تا مرداد ۱۳۵۸).
- انتشار «آهنگر در تبعید» در لندن تا شماره ۶۷.
- انتشار نشریهٔ «ممنوعه‌ها به همراهی شکوه میرزادگی.
- انتشار نشریهٔ «فصل کتاب» در لندن.